# Élections législatives de 2024 dans le Cher
Les élections législatives de 2024 dans le Cher se déroulent les 30 juin et 7 juillet 2024. Dans le département, trois députés sont à élire dans le cadre de trois circonscriptions, à la suite de la dissolution de l'Assemblée nationale par Emmanuel Macron.
Le choix de cette dissolution est fait après la défaite de la liste Renaissance aux élections européennes qui ont lieu le 9 juin 2024.
Magré une forte hausse du Rassemblement national qui se qualifie au second tour dans les trois circonscriptions, les trois députés sortants sont réélus dans leur circonscription. 

## Contexte
| Circonscription | RN      | ENS     | PS - PP | LFI    | LR     |
| --------------- | ------- | ------- | ------- | ------ | ------ |
| Circonscription |         |         |         |        |        |
| 1re             | 34,81 % | 15,12 % | 12,33 % | 5,98 % | 8,14 % |
| 2e              | 38,22 % | 13,33 % | 10,98 % | 6,85 % | 6,19 % |
| 3e              | 40,4 %  | 13,58 % | 11,05 % | 4,59 % | 7,11 % |

## Système électoral
Les élections législatives ont lieu au scrutin uninominal majoritaire à deux tours dans des circonscriptions uninominales.
Est élu au premier tour le candidat qui réunit la majorité absolue des suffrages exprimés et un nombre de voix au moins égal au quart des électeurs inscrits dans la circonscription, soit 25 %. Si aucun des candidats ne satisfait ces conditions, un second tour est organisé entre les candidats ayant réuni un nombre de voix au moins égal à un huitième des inscrits, soit 12,5 %. Les deux candidats arrivés en tête du 1er tour se maintiennent néanmoins par défaut si un seul ou aucun d'entre eux n'a atteint ce seuil. Au second tour, le candidat arrivé en tête est déclaré élu,.
Le seuil de qualification basé sur un pourcentage du total des inscrits et non des suffrages exprimés rend plus difficile l'accès au second tour lorsque l'abstention est élevée. Le système permet en revanche l'accès au second tour de plus de deux candidats si plusieurs d'entre eux franchissent le seuil de 12,5 % des inscrits. Les candidats en lice au second tour peuvent ainsi être trois, un cas de figure appelé « triangulaire ». Les second tours où s'affrontent quatre candidats, appelés « quadrangulaire » sont également possibles, mais beaucoup plus rares,.

### Partis et nuances
Les résultats des élections sont publiés en France par le ministère de l'Intérieur, qui classe les partis en leur attribuant des nuances politiques. Ces dernières sont décidées par les préfets, qui les attribuent indifféremment de l'étiquette politique déclarée par les candidats, qui peut être celle d'un parti ou une candidature sans étiquette.
Seuls le Parti communiste français (COM), La France insoumise (FI), le Parti socialiste (SOC), le Parti radical de gauche (RDG), Les Écologistes (VEC), Renaissance (RE), le Mouvement démocrate (MDM), Horizons (HOR), l'Union des démocrates et indépendants (UDI), Les Républicains (LR), le Rassemblement national (RN) et Reconquête (REC) se voient attribuer en 2024 des nuances propres. Les coalitions Ensemble et Nouveau front populaire, ainsi que les candidats de l'alliance LR-Ciotti-RN, en bénéficient également indirectement, les nuances Ensemble ! (Majorité présidentielle) (ENS), Union de la gauche (UG) et Union de l'extrême-droite (UXD) étant attribuables aux candidats bénéficiant respectivement du soutien de deux partis du centre, de deux partis de gauche ou de deux partis d'extrême-droite,.
Tous les autres partis se voient attribuer l'une ou l'autre des nuances suivantes : EXG (extrême gauche), DVG (divers gauche), ECO (écologiste), REG (régionaliste), DVC (divers centre), DVD (divers droite), DSV (droite souverainiste) et EXD (extrême droite). Des partis comme Debout la France ou Lutte ouvrière ne disposent ainsi pas de nuances propres, et leurs résultats nationaux ne sont pas publiés séparément par le ministère, car mélangés avec d'autres partis (respectivement dans les nuances DSV et EXG).

## Résultats

### Élus
| Circonscription | Député sortant             | Parti | Parti | Groupe | Député élu ou réélu        | Parti | Parti | Groupe |
| --------------- | -------------------------- | ----- | ----- | ------ | -------------------------- | ----- | ----- | ------ |
| 1re             | François Cormier-Bouligeon |       | RE    | RE     | François Cormier-Bouligeon |       | RE    | EPR    |
| 2e              | Nicolas Sansu              |       | PCF   | GDR    | Nicolas Sansu              |       | PCF   | GDR    |
| 3e              | Loïc Kervran               |       | HOR   | HOR    | Loïc Kervran               |       | HOR   | HOR    |

### Taux de participation
| Taux de participation | 1er tour | 1er tour | 1er tour   | 2d tour | 2d tour | 2d tour    | Différence entre les deux tours |
| Taux de participation | En 2022  | En 2024  | Différence | En 2022 | En 2024 | Différence | Différence entre les deux tours |
| --------------------- | -------- | -------- | ---------- | ------- | ------- | ---------- | ------------------------------- |
| À midi                | 21,55 %  | 26,40 %  | 4,85       | 25,27 % | 28,53 % | 3,26       | 2,13                            |
| À 17 heures           | 41,20 %  | 60,29 %  | 19,09      | 40,87 % | 58,27 % | 17,4       | 2,02                            |
| Final                 | 49,10 %  | 66,10 %  | 17         | 46,53 % | 66,95%  | 20,42      | 0,85                            |

### Résultats à l'échelle du département

#### Résultats par coalition
| Parti                                       | Parti                                       | Parti                           | Premier tour | Premier tour | Premier tour | Second tour   | Second tour   | Second tour | Total Sièges  | +/-           |
| Parti                                       | Parti                                       | Parti                           | Voix         | %            | Sièges       | Voix          | %             | Sièges      | Total Sièges  | +/-           |
| ------------------------------------------- | ------------------------------------------- | ------------------------------- | ------------ | ------------ | ------------ | ------------- | ------------- | ----------- | ------------- | ------------- |
|                                             | Rassemblement national (RN)                 | Rassemblement national (RN)     | 58 847       | 41,35        | 0            | 65 250        | 46,55         | 0           | 0             | en stagnation |
|                                             |                                             | Horizons (HOR)                  | 25 848       | 18,16        | 0            | 28 602        | 20,40         | 1           | 1             | en stagnation |
|                                             | Renaissance (RE)                            | 14 961                          | 10,51        | 0            | 25 595       | 18,26         | 1             | 1           | en stagnation |               |
| Total Ensemble pour la République (ENS)     | Total Ensemble pour la République (ENS)     | 40 809                          | 28,68        | 0            | 54 197       | 38,66         | 2             | 2           | en stagnation |               |
|                                             |                                             | Parti communiste français (PCF) | 12 621       | 8,87         | 0            | 20 739        | 14,79         | 1           | 1             | en stagnation |
|                                             | Parti socialiste (PS)                       | 11 432                          | 8,03         | 0            | Retrait      | Retrait       | Retrait       | 0           | en stagnation |               |
|                                             | La France insoumise (LFI)                   | 9 334                           | 6,56         | 0            |              |               |               | 0           | en stagnation |               |
| Total Nouveau Front populaire (NFP)         | Total Nouveau Front populaire (NFP)         | 33 387                          | 23,46        | 0            | 20 739       | 14,79         | 1             | 1           | en stagnation |               |
|                                             |                                             | Les Républicains (LR)           | 5 883        | 4,13         | 0            |               |               |             | 0             | en stagnation |
| Total Union de la droite et du centre (UDC) | Total Union de la droite et du centre (UDC) | 5 883                           | 4,13         | 0            | 0            | en stagnation |               |             |               |               |
|                                             | Lutte ouvrière (LO)                         | Lutte ouvrière (LO)             | 1 828        | 1,28         | 0            | 0             | en stagnation |             |               |               |
|                                             | Reconquête (REC)                            | Reconquête (REC)                | 1 107        | 0,78         | 0            | 0             | en stagnation |             |               |               |
|                                             | Debout la France (DLF)                      | Debout la France (DLF)          | 290          | 0,20         | 0            | 0             | en stagnation |             |               |               |
|                                             | Décidons nous-mêmes (DNM)                   | Décidons nous-mêmes (DNM)       | 149          | 0,10         | 0            | 0             | Nv            |             |               |               |
|                                             |                                             |                                 |              |              |              |               |               |             |               |               |
| Suffrages exprimés                          | Suffrages exprimés                          | Suffrages exprimés              | 142 300      | 96,75        |              | 140 186       | 94,09         |             |               |               |
| Votes blancs                                | Votes blancs                                | Votes blancs                    | 3 490        | 2,37         | 6 786        | 4,55          |               |             |               |               |
| Votes nuls                                  | Votes nuls                                  | Votes nuls                      | 1 286        | 0,87         | 2 016        | 1,35          |               |             |               |               |
| Total                                       | Total                                       | Total                           | 147 076      | 100          | 0            | 148 988       | 100           | 3           | 3             | en stagnation |
| Abstention                                  | Abstention                                  | Abstention                      | 75 446       | 33,90        |              | 73 550        | 33,05         |             |               |               |
| Inscrits/Participation                      | Inscrits/Participation                      | Inscrits/Participation          | 222 522      | 66,10        | 222 538      | 66,95         |               |             |               |               |

#### Résultats par nuance
| Nuance                 | Nuance                 | Nuance                 | Premier tour | Premier tour | Premier tour | Second tour | Second tour   | Second tour | Total Sièges | +/-           |  |
| Nuance                 | Nuance                 | Nuance                 | Voix         | %            | Sièges       | Voix        | %             | Sièges      | Total Sièges | +/-           |  |
| ---------------------- | ---------------------- | ---------------------- | ------------ | ------------ | ------------ | ----------- | ------------- | ----------- | ------------ | ------------- |  |
|                        | Rassemblement national | RN                     | 58 847       | 41,35        | 0            | 65 250      | 46,55         | 0           | 0            | en stagnation |  |
|                        | Ensemble               | ENS                    | 40 809       | 28,68        | 0            | 54 197      | 38,66         | 2           | 2            | en stagnation |  |
|                        | Union de la gauche     | UG                     | 33 387       | 23,46        | 0            | 20 739      | 14,79         | 1           | 1            | en stagnation |  |
|                        | Les Républicains       | LR                     | 3 178        | 2,23         | 0            |             |               |             | 0            | en stagnation |  |
|                        | Divers droite          | DVD                    | 2 705        | 1,90         | 0            | 0           | Nv            |             |              |               |  |
|                        | Extrême gauche         | EXG                    | 1 828        | 1,28         | 0            | 0           | en stagnation |             |              |               |  |
|                        | Reconquête             | REC                    | 1 107        | 0,78         | 0            | 0           | en stagnation |             |              |               |  |
|                        | Droite souverainiste   | DSV                    | 290          | 0,20         | 0            | 0           | en stagnation |             |              |               |  |
|                        | Régionaliste           | REG                    | 149          | 0,10         | 0            | 0           | Nv            |             |              |               |  |
|                        |                        |                        |              |              |              |             |               |             |              |               |  |
| Suffrages exprimés     | Suffrages exprimés     | Suffrages exprimés     | 142 300      | 96,75        |              | 140 186     | 94,09         |             |              |               |  |
| Votes blancs           | Votes blancs           | Votes blancs           | 3 490        | 2,37         | 6 786        | 4,55        |               |             |              |               |  |
| Votes nuls             | Votes nuls             | Votes nuls             | 1 286        | 0,87         | 2 016        | 1,35        |               |             |              |               |  |
| Total                  | Total                  | Total                  | 147 076      | 100          | 0            | 148 988     | 100           | 3           | 3            | en stagnation |  |
| Abstention             | Abstention             | Abstention             | 75 446       | 33,90        |              | 73 550      | 33,05         |             |              |               |  |
| Inscrits/Participation | Inscrits/Participation | Inscrits/Participation | 222 522      | 66,10        | 222 538      | 66,95       |               |             |              |               |  |

### Résultats par circonscription

#### Première circonscription
Député sortant : François Cormier-Bouligeon (Renaissance)
| Candidat                 | Candidat                   | Parti et coalition       | Nuance                   | Premier tour | Premier tour | Second tour | Second tour |
| Candidat                 | Candidat                   | Parti et coalition       | Nuance                   | Voix         | %            | Voix        | %           |
| ------------------------ | -------------------------- | ------------------------ | ------------------------ | ------------ | ------------ | ----------- | ----------- |
|                          | Ugo Iannuzzi               | RN                       | RN                       | 18 100       | 39,94        | 19 452      | 43,18       |
|                          | François Cormier-Bouligeon | RE (ENS)                 | ENS                      | 14 961       | 33,01        | 25 595      | 56,82       |
|                          | Hugo Lefelle               | PS (NFP)                 | UG                       | 11 432       | 25,22        | Retrait     | Retrait     |
|                          | Sylvie Cerveau             | LO                       | EXG                      | 680          | 1,50         |             |             |
|                          | Sandrine Bellon            | DNM                      | REG                      | 149          | 0,33         |             |             |
|                          |                            |                          |                          |              |              |             |             |
| Votes valides            | Votes valides              | Votes valides            | Votes valides            | 45 322       | 96,52        | 45 047      | 94,62       |
| Votes blancs             | Votes blancs               | Votes blancs             | Votes blancs             | 1 326        | 2,82         | 2 108       | 4,43        |
| Votes nuls               | Votes nuls                 | Votes nuls               | Votes nuls               | 306          | 0,65         | 452         | 0,95        |
| Total                    | Total                      | Total                    | Total                    | 46 954       | 100          | 47 607      | 100         |
| Abstention               | Abstention                 | Abstention               | Abstention               | 23 447       | 33,30        | 22 784      | 32,37       |
| Inscrits / participation | Inscrits / participation   | Inscrits / participation | Inscrits / participation | 70 401       | 66,70        | 70 391      | 67,63       |

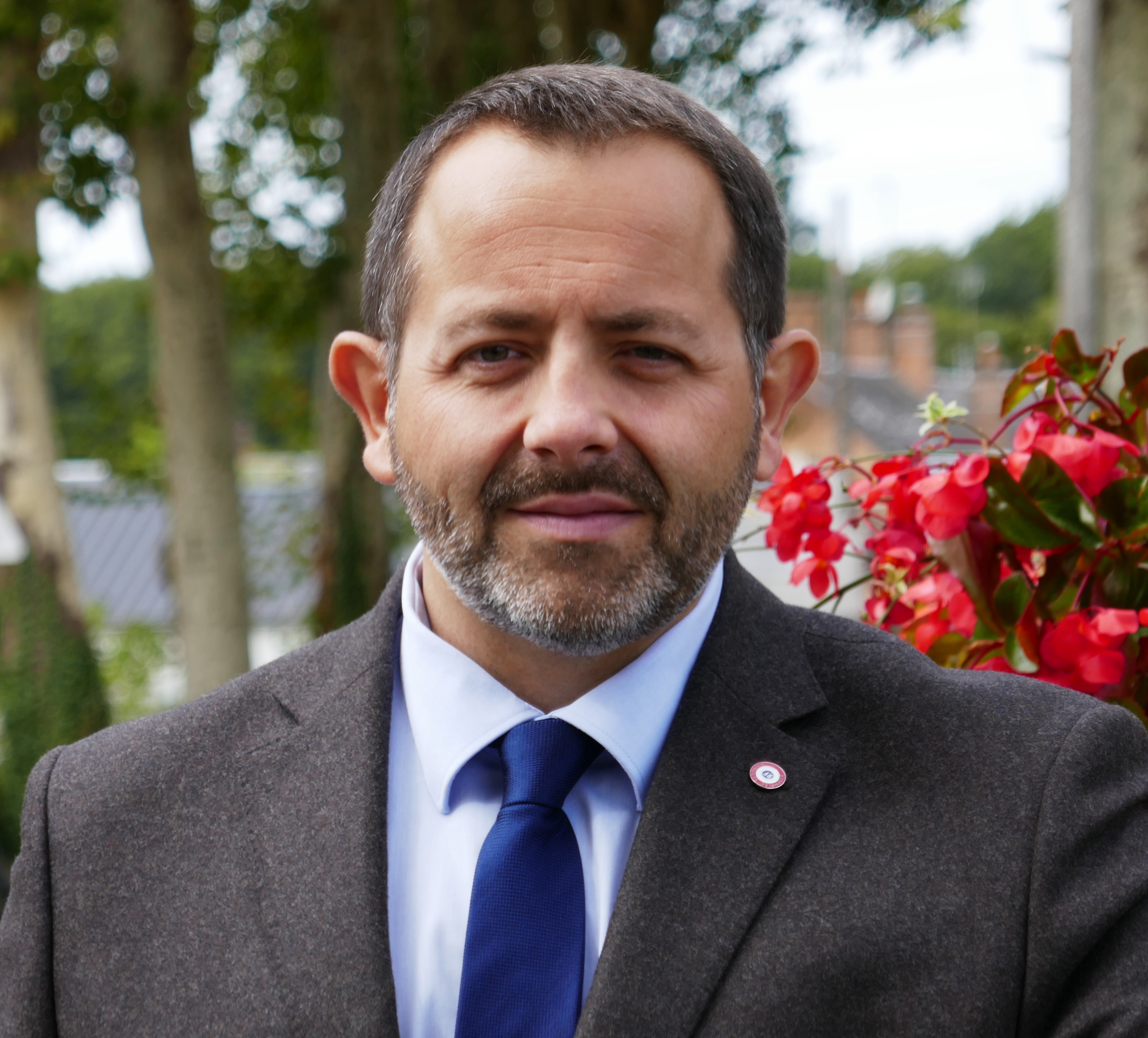
François Cormier-Bouligeon, réélu, est député depuis 2017.

Historiquement de droite, la première circonscription du Cher couvre la partie centrale de Bourges et le nord du département. François Cormier-Bouligeon y est élu en soutien à Emmanuel Macron en 2017 avec 56 % des voix contre Les Républicains, puis réélu en 2022 avec 57 % des voix contre un candidat socialiste. Deux ans plus tard, il est réélu avec une marge équivalente contre un candidat du Rassemblement national, parachuté dans cette circonscription depuis la région parisienne (Val-de-Marne). À Bourges, il réunit 69 % des voix au second tour, 58 % à Saint-Germain-du-Puy et 51 % à Aubigny-sur-Nère, tandis que l'extrême-droite est en tête aux Aix-d'Angillon avec 55 % des voix et surtout dans les communes les plus éloignées de Bourges.

#### Deuxième circonscription
Député sortant : Nicolas Sansu (Parti communiste français)
| Candidat                 | Candidat                 | Parti et coalition       | Nuance                   | Premier tour | Premier tour | Second tour | Second tour |
| Candidat                 | Candidat                 | Parti et coalition       | Nuance                   | Voix         | %            | Voix        | %           |
| ------------------------ | ------------------------ | ------------------------ | ------------------------ | ------------ | ------------ | ----------- | ----------- |
|                          | Bastian Duenas           | RN                       | RN                       | 17 246       | 40,56        | 20 220      | 49,37       |
|                          | Nicolas Sansu            | PCF (NFP)                | UG                       | 12 621       | 29,68        | 20 739      | 50,63       |
|                          | Gabriel Behaghel         | HOR (ENS)                | ENS                      | 8 857        | 20,83        | Retrait     | Retrait     |
|                          | Philippe Bulteau         | app. LR (UDC)            | DVD                      | 2 705        | 6,36         |             |             |
|                          | Régis Robin              | LO                       | EXG                      | 580          | 1,36         |             |             |
|                          | Ludovic Jaulin           | REC                      | REC                      | 508          | 1,19         |             |             |
|                          |                          |                          |                          |              |              |             |             |
| Votes valides            | Votes valides            | Votes valides            | Votes valides            | 42 517       | 96,64        | 40 959      | 91,63       |
| Votes blancs             | Votes blancs             | Votes blancs             | Votes blancs             | 949          | 2,16         | 2 795       | 6,25        |
| Votes nuls               | Votes nuls               | Votes nuls               | Votes nuls               | 530          | 1,20         | 945         | 2,11        |
| Total                    | Total                    | Total                    | Total                    | 43 996       | 100          | 44 699      | 100         |
| Abstention               | Abstention               | Abstention               | Abstention               | 24 480       | 35,75        | 23 782      | 34,73       |
| Inscrits / participation | Inscrits / participation | Inscrits / participation | Inscrits / participation | 68 476       | 64,25        | 68 481      | 65,27       |

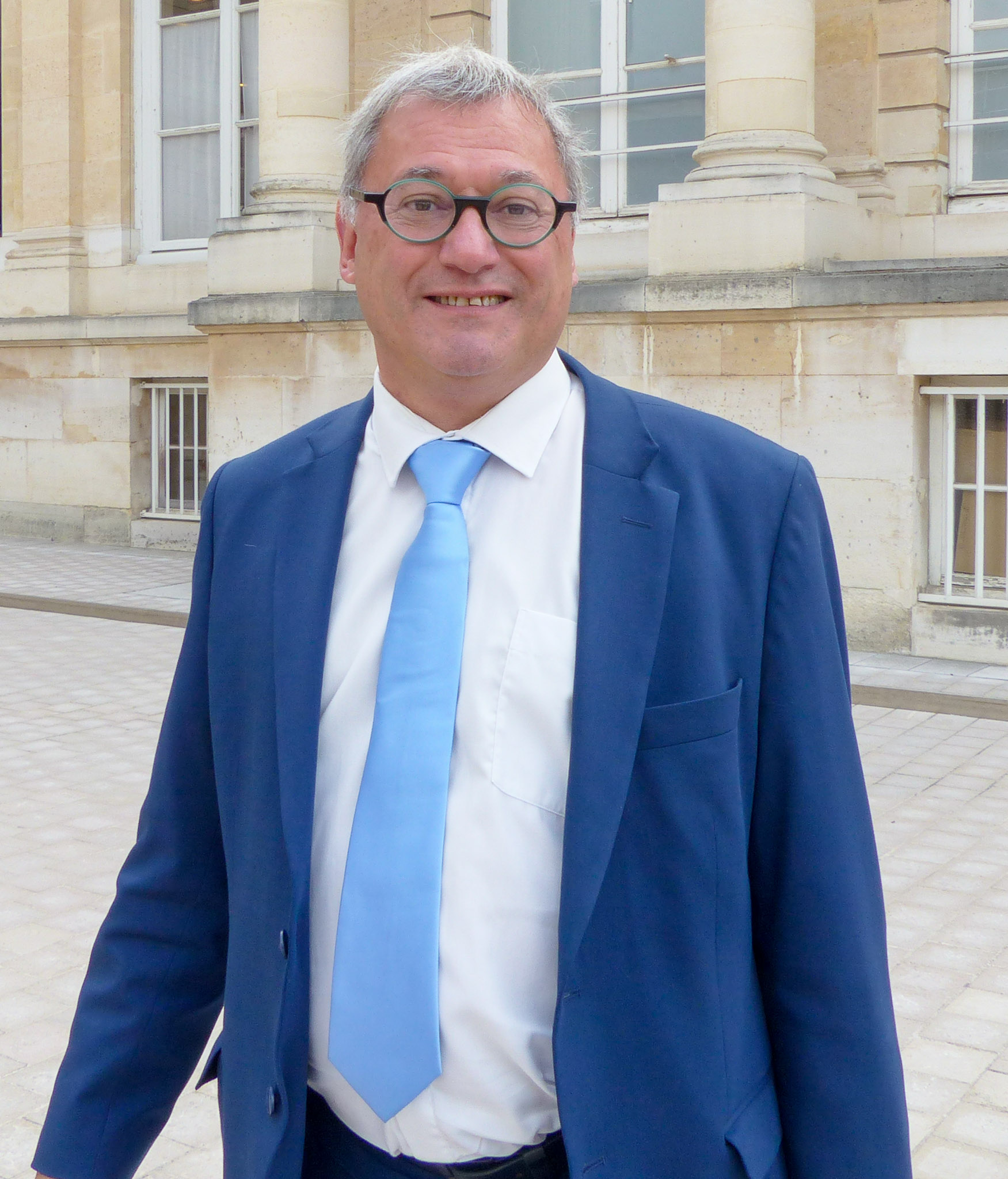
Nicolas Sansu, réélu, est député de 2012 à 2017 et depuis 2022.

La deuxième circonscription du Cher couvre Bourges-Nord et l'ouest du département. C'est un bastion communiste quasiment indéfectible, à l'exception de l'élection de Nadia Essayan en 2017 en soutien à Emmanuel Macron. En 2022, Nicolas Sansu redevient député avec 54 % des voix face à un candidat du Rassemblement national. Deux ans plus tard, il est réélu d'extrême justesse, arrivant en tête à Bourges-Nord avec 63 % des voix, 55 % à Saint-Doulchard, 56 % à Vierzon et 53 % à Saint-Florent-sur-Cher. En revanche, l'extrême-droite est en tête dans quasiment toutes les autres communes de la circonscription, avec notamment 52 % à Mehun-sur-Yèvre, 51 % à La Chapelle-Saint-Ursin, 53 % à Marmagne et 57 % à Méreau.

#### Troisième circonscription
Député sortant : Loïc Kervran (Horizons)
| Candidat                 | Candidat                 | Parti et coalition       | Nuance                   | Premier tour | Premier tour | Second tour | Second tour |
| Candidat                 | Candidat                 | Parti et coalition       | Nuance                   | Voix         | %            | Voix        | %           |
| ------------------------ | ------------------------ | ------------------------ | ------------------------ | ------------ | ------------ | ----------- | ----------- |
|                          | Pierre Gentillet         | app. RN                  | RN                       | 23 501       | 43,15        | 25 578      | 47,21       |
|                          | Loïc Kervran             | HOR (ENS)                | ENS                      | 16 991       | 31,20        | 28 602      | 52,79       |
|                          | Emma Moreira             | LFI (NFP)                | UG                       | 9 334        | 17,14        |             |             |
|                          | Bénédicte de Choulot     | LR (UDC)                 | LR                       | 3 178        | 5,84         |             |             |
|                          | Éric Lougnon             | REC                      | REC                      | 599          | 1,10         |             |             |
|                          | Éric Bellet              | LO                       | EXG                      | 568          | 1,04         |             |             |
|                          | Christa Chartier         | DLF                      | DSV                      | 290          | 0,53         |             |             |
|                          |                          |                          |                          |              |              |             |             |
| Votes valides            | Votes valides            | Votes valides            | Votes valides            | 54 461       | 97,03        | 54 180      | 95,59       |
| Votes blancs             | Votes blancs             | Votes blancs             | Votes blancs             | 1 215        | 2,16         | 1 883       | 3,32        |
| Votes nuls               | Votes nuls               | Votes nuls               | Votes nuls               | 450          | 0,80         | 619         | 1,09        |
| Total                    | Total                    | Total                    | Total                    | 56 126       | 100          | 56 682      | 100         |
| Abstention               | Abstention               | Abstention               | Abstention               | 27 519       | 32,90        | 26 984      | 32,25       |
| Inscrits / participation | Inscrits / participation | Inscrits / participation | Inscrits / participation | 83 645       | 67,10        | 83 666      | 67,75       |

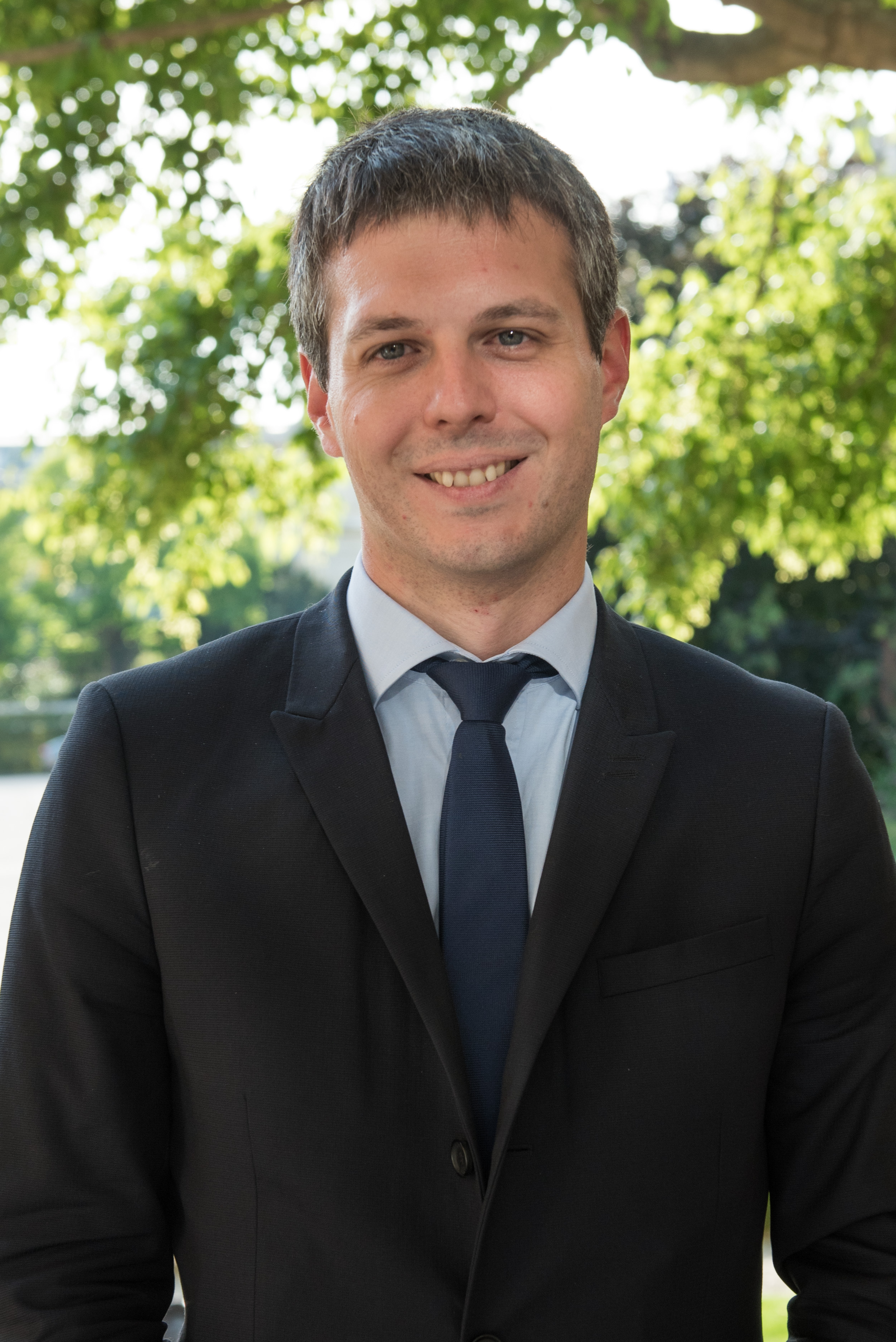
Loïc Kervran, réélu, est député depuis 2017.

Circonscription très disputée entre la gauche et la droite depuis 1988, elle couvre le sud de Bourges et le sud du département. Soutien d'Emmanuel Macron, Loïc Kervran y est élu de justesse face au socialiste Yann Galut en 2017 puis réélu avec 55 % des voix face au Rassemblement national. Deux ans plus tard, l'avocat parisien parachuté Pierre Gentillet est largement en tête au premier tour et échoue de peu au second tour. À Bourges-Sud, Kervran réunit 67 % des voix et 55 % à Saint-Amand-Montrond, tandis que Gentillet est en tête à Sancoins et au Guerche-sur-l'Aubois notamment.